# Beeville
Beeville – miasto w Stanach Zjednoczonych, w stanie Teksas, w hrabstwie Bee. W 2000 roku liczyło 13 129 mieszkańców.